# 李潤庭
李潤庭（Eric Li Yun Ting，1979年5月8日—），香港前新聞主播，曾分別在有線新聞台及24小時亞視新聞台工作幾年，之後轉職為香港有線電視娛樂新聞台主播。前無綫電視基本藝人合約藝員。

## 背景
李潤庭在香港出生，曾在香港高主教書院就讀小學和中學，至中二時移居加拿大滿地可。一年半後搬至加拿大溫哥華。畢業於加拿大卑詩大學經濟學。是前温哥華新時代電視的藝員及新聞主播。2003年回流香港，先加入有線新聞台當新聞主播，然後轉投24小時亞視新聞台，再於2005年回到香港有線電視，但不再播報時事新聞，而是轉投娛樂台主持活得很滋味及娛樂新聞台擔任主播，負責追訪娛樂圈話題。2015年12月轉投無綫電視當節目主持。曾擔任《東張西望》外勤採訪工作和主播，惟他已於2017年8月被無綫電視解約。
在有線時期，李潤庭除了主持CEN的「C1直播室」外，還負責主持及製作CEN節目「真實謊言」，利用面部表情與身體語言，推他人內在情緒以及有否撒謊。節目中還拆解日常生活中的心理操控招數。現任職溫哥華安加財稅GT Wealth 理財客戶代表，並建立自己宣傳影片

## 感情生活
李潤庭就讀卑詩大學時曾與女歌手關心妍拍拖半年。2011年11月24日，他與任職空中服務員的女朋友Crystal Wong結婚。2016年12月7日，他被傳媒揭發跟已婚人妻出軌，而事後雖已公開道歉和承認其妻一早便知悉真相，但這已令李潤庭形象嚴重下滑。

## 曾服務傳媒機構

### 香港有線電視
- 《主播會客室》主持人
- 《活得很滋味》主持人
- 《電影先知》主持人（與王曉君合作）
- 《真實謊言》主持人及製作人
- 《型男廚房》主持人
- 前有線電視新聞台及有線電視娛樂新聞台主播
- 《食德好．最佳女煮角》主持人（與鄺家銘及田學維合作）
- 《異能者聯盟》主持人（與郭志美合作）
- 《親子唔易做-角色大冒險》主持人
- 《我來自八大派》主持人（與史澤雅合作）
- 《食德好．最佳女煮角》主持人
- 《今日觀點 夏日對決》主持人
- 《狂熱．水派對》主持人
- 《大凶捕》
- 《寵物ER》主持人（與吳綺莉合作）
- 《寵物ER 2》主持人（與吳綺莉合作）
- 《寵物ER 3》主持人（與楊思琦及劉明軒合作）

### 温哥華新時代電視
- 《2000年溫哥華華裔小姐競選》司儀(與林嘉華及黃植森合作)
- 前《熒幕八爪娛》主持人（1998年-2002年）
- 前温哥華的《新時代電視新聞》主播

### 亞洲電視
- 前《24小時亞視新聞台》主播

### 無綫電視
節目主持
- 2016 - 2017年：《東張西望》（2017年4月底被降職為外景主持，6月16日起做回廠景主持[10]，至8月16日正式被無綫電視辭退[11]。）

電視劇
- 2016年：《愛·回家之八時入席》 飾 製片人（第62集）、陳慕沖（第155集）
- 2017年：《我瞞結婚了》 飾 店員（第7集）
- 2017年：《同盟》 飾 天手下
- 2018年：《三個女人一個「因」》 飾 艾菲爾CEO

節目嘉賓
- 2016年：《今日VIP》
- 2016年：《街坊導賞團》

## 演出作品

### 電影
- 2008年：《奪標》 飾 顧立山
- 2016年：《我老婆係明星》 飾 賊人龍

### 電視廣告
- 大温哥華 水車屋日本料理
- 2015年：和興百花油

## 外部連結
- 李潤庭的新浪微博
- ELLE Blog 李潤庭
- 《真實謊言》李潤庭跟劉德華，李冰冰，黃秋生，舒淇，劉偉强拆解「間腦」 （页面存档备份，存于）

1. ↑  電視廣播有限公司：男藝人李潤庭基本資料 （页面存档备份，存于）
2. ↑  李潤庭蘇豪歎加國特色菜 （页面存档备份，存于），東網，2008年6月30日
3. ↑  . 東網. 2017-08-16  [2017-08-16]. （原始内容存档于2019-11-15）.（粵語）
4. ↑  . 東網. 2017-08-16  [2017-08-16]. （原始内容存档于2019-12-02）.（粵語）
5. ↑  有線主持念關心妍追憶舊情 （页面存档备份，存于），蘋果日報，2005年10月3日
6. ↑  李潤庭筵開20席 月尾娶空姐 （页面存档备份，存于），東方日報，2011年11月11日
7. ↑  李潤庭偷食人妻 新歡係老婆同事 （页面存档备份，存于），蘋果日報，2016年12月8日
8. ↑  與小三斬纜　被無綫停工 李潤庭偷食認錯：太太選擇離婚 （页面存档备份，存于），蘋果日報，2016年12月8日
9. ↑  東張賤男唔怕偷食斷正 李潤庭摸住小三手歎咖啡 （页面存档备份，存于），蘋果日報，2016年12月7日
10. ↑  被爆背妻偷食後燉冬菇 李潤庭坐返上主播台 （页面存档备份，存于），星島日報，2017年6月17日
11. ↑  離港避世！李潤庭認被無綫怒炒：係唔開心 （页面存档备份，存于），東網，2017年8月16日